# Honda Cup 2005
Honda Cup 2005 là giải bóng đá giao hữu quốc tế được tổ chức ở Việt Nam từ ngày 4 tháng 6 đến ngày 8 tháng 6 năm 2005 do Liên đoàn bóng đá Việt Nam (VFF) và Công ty cổ phần phát triển bóng đá Việt Nam (VFD) đồng tổ chức. Ban đầu giải này có tên là Giải bóng đá quốc tế Cúp Mùa hè 2005, trước khi công ty Honda Việt Nam trở thành nhà tài trợ chính thức và duy nhất cho giải đấu. Mục tiêu của giải là nhằm thực hiện kế hoạch tập huấn và thi đấu của Đội tuyển bóng đá quốc gia Việt Nam trong năm 2005 và tích cực chuẩn bị cho đội tuyển Olympic Việt Nam hướng tới SEA Games 23.
Sau 6 trận đấu, Barcelona B trở thành nhà vô địch của giải.

## Địa điểm thi đấu
Tất cả các trận đấu diễn ra tại Sân vận động Quốc gia Mỹ Đình, Hà Nội, Việt Nam

## Các đội tham dự
Có bốn đội bóng tham dự giải bao gồm:
- Barcelona B: Đội hình B của Câu lạc bộ bóng đá Barcelona, Tây Ban Nha.
- Bucheon SK: Câu lạc bộ bóng đá Bucheon SK, Hàn Quốc.
- U-23 Indonesia: Tuyển U-23 quốc gia Indonesia.
- Việt Nam: Đội tuyển quốc gia Việt Nam.

## Lịch thi đấu và kết quả
Bốn đội đấu vòng tròn một lượt tính điểm. Đội đứng đầu sau ba lượt trận là đội vô địch.
Tất cả thời gian là giờ địa phương, UTC+07:00.
| Đội bóng       | Tr | T | H | B | BT | BB | Đ |
| -------------- | -- | - | - | - | -- | -- | - |
| Barcelona B    | 3  | 2 | 0 | 1 | 3  | 2  | 6 |
| Việt Nam       | 3  | 1 | 2 | 0 | 4  | 3  | 5 |
| Bucheon SK     | 3  | 1 | 1 | 1 | 6  | 3  | 4 |
| U-23 Indonesia | 3  | 0 | 1 | 2 | 2  | 7  | 1 |

| Việt Nam                                 | 2-2      | Bucheon SK                            |
| ---------------------------------------- | -------- | ------------------------------------- |
| Phạm Văn Quyến 11' · Thạch Bảo Khanh 87' | Chi tiết | Shin Dae Kyung 60' · You Hyun Goo 71' |

| Indonesia            | 1-2      | Barcelona B                            |
| -------------------- | -------- | -------------------------------------- |
| Saktiawan Sinaga 27' | Chi tiết | Joan Fernandez 13' · Sergio Garcia 84' |

| Việt Nam            | 1-1      | U-23 Indonesia     |
| ------------------- | -------- | ------------------ |
| Phan Văn Tài Em 49' | Chi tiết | Johan Prasetyo 90' |

| Barcelona B     | 1-0      | Bucheon SK |
| --------------- | -------- | ---------- |
| Riera Magem 85' | Chi tiết |            |

| U-23 Indonesia | v        | Bucheon SK                                              |
| -------------- | -------- | ------------------------------------------------------- |
|                | Chi tiết | Leonard 9' (l.n.) · You Hyun Goo 48' · Ko Ki Gu 50, 66' |

| Việt Nam            | 1-0      | Barcelona B |
| ------------------- | -------- | ----------- |
| Phan Thanh Bình 77' | Chi tiết |             |